# Adesmus pilatus
Adesmus pilatus är en skalbaggsart som beskrevs av Maria Helena M. Galileo och Martins 2005. Adesmus pilatus ingår i släktet Adesmus och familjen långhorningar.
Artens utbredningsområde är:
- Costa Rica.
- Panama.

Inga underarter finns listade i Catalogue of Life.